# Illigera appendiculata
Illigera appendiculata är en tvåhjärtbladig växtart. Illigera appendiculata ingår i släktet Illigera och familjen Hernandiaceae.

## Underarter
Arten delas in i följande underarter:
- I. a. appendiculata
- I. a. stenoptera